# 安东尼奥·塔弗
安东尼奥·塔弗（英語：Antonio Tarver，1968年11月21日—），美国男子拳击运动员。他曾代表美国参加1996年夏季奥林匹克运动会拳击比赛，获得一枚铜牌。他也曾参加1995年泛美运动会。